# Josef Louis Marinus van Uden

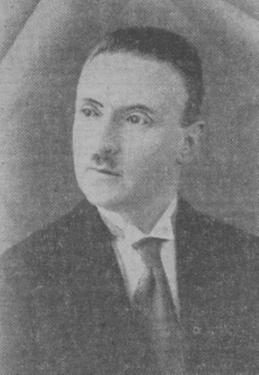
Burgemeester J.L.M. van Uden (ca. 1935)

Josef Louis Marinus van Uden (Boxtel, 9 september 1890 – ?) was een Nederlands politicus van de RKSP. 
Hij werd geboren als zoon van Johannes Bernardus Antonius van Uden (1847-1900) en Johanna Elisabeth Rutten (1854-1930). Hij studeerde aan de handelsafdeling van het Bisschoppelijk College in Roermond en werd daarna volontair bij de gemeentesecretarie van Roermond. Hij werd daar ambtenaar en bracht het tot adjunct-commies. Hij volgde in 1916 H.C. Pubben op als de gemeentesecretaris van Nederweert. Vanaf 1920 was Van Uden de burgemeester van Nederweert en daarnaast was hij lid van de Provinciale Staten van Limburg. Hij zou daar burgemeester blijven tot zijn pensionering in 1955. 
Zijn broer C.W.A. van Uden was tot 1919 burgemeester van Budel.